# آسیب‌شناسی جنگل
آسیب‌شناسی جنگل، دانشی است که به مطالعه بیماری‌های تنش زیستی و تنش غیرزیستی تأثیرگذار بر سلامت بوم‌سازگان جنگلی می‌پردازد؛ این بیماری‌های گیاهی عمدتاً شامل عوامل بیماری‌زای قارچی و حشرات ناقل هستند. آسیب‌شناسی جنگل زیرشاخه‌ای از علوم جنگل‌داری و بیماری‌شناسی گیاهی به‌شمار می‌آید.
آسیب‌شناسی جنگل بخشی از رویکرد فراگیرتر حمایت جنگل به‌شمار می‌رود.
در سال ۲۰۱۵، حدود ۴۰ میلیون هکتار از جنگل‌ها عمدتاً در نواحی معتدل و مناطق شمالی، تحت تأثیر آسیب‌هایی ناشی از حشرات، بیماری‌ها و رویدادهای شدید آب‌وهوایی قرار گرفتند.

## عوامل غیرزنده
تعدادی از اجزای غیرزنده وجود دارند که بر سلامت جنگل تأثیر می‌گذارند که از آن جمله می‌توان به مشکلات مربوط به رطوبت مانند خشکسالی، خشکی زمستانه، یا غرقاب خاک ناشی از کمبود یا فراوانی بارش‌هایی چون تگرگ، برف یا باران اشاره کرد.
باد نیز یکی از عوامل غیرزنده مهم به‌شمار می‌رود، زیرا پدیدهٔ بادافتاده که در اثر وزش بادهای شدید موجب ریشه‌کن شدن یا شکستن درختان می‌شود، به‌طور مستقیم و مشهودی باعث از دست رفتن پایداری درختان یا کل ساختار جنگل می‌گردد.
اغلب، عوامل غیرزنده و زنده به‌صورت هم‌زمان بر جنگل اثر می‌گذارند. برای نمونه، اگر سرعت باد به ۸۰ کیلومتر بر ساعت برسد، درختانی که دچار پوسیدگی ریشه ناشی از عوامل بیماری‌زا هستند، به‌احتمال زیاد واژگون خواهند شد، در حالی‌که آسیب به درختان سالم‌تر معمولاً به سرعت‌های بالاتری از باد نیاز دارد.
آتش‌سوزی جنگل، چه منشأ آن انسانی باشد و چه ناشی از برخورد صاعقه، همراه با عوامل غیرزنده مرتبط، نیز می‌تواند تأثیر قابل‌توجهی بر سلامت جنگل بگذارد.
تأثیرات ناشی از دخالت انسان اغلب موجب تغییر در میزان آسیب‌پذیری جنگل در برابر عوامل زنده و غیرزنده می‌شوند. به‌عنوان مثال، استفاده از ماشین‌آلات سنگین می‌تواند ویژگی‌های خاک را تغییر داده و در نتیجه مقاومت جنگل را در برابر این تهدیدها کاهش دهد.
سایر عوامل غیرزیستی
- عدم تعادل مواد مغذی: کمبودها، مواد شیمیایی (یخ‌زدایی، علف‌کش‌ها، آلاینده‌های هوا)
- جریان ساقه که می‌تواند نهشت را متمرکز کند و از طریق اسیدی شدن خاک می‌تواند گیاهان اطراف را از بین ببرد.
- دما

## عوامل زیستی
- قارچ‌ها: قارچ‌های کیسه‌ای، قارچ‌های چتری و قارچ‌های ناقص

در ویکی‌پدیا دسته‌بندی وجود دارد که پاتوژن‌ها و بیماری‌های قارچی درختان را فهرست می‌کند. رده:بیماری‌های قارچی درختان
- اومایکوتا: فیتوفتورا
- باکتری‌ها
- فیتوپلاسماها
- ویروس‌ها

حشرات
در ویکی‌پدیا رده‌ای وجود دارد که آفات حشرات جنگل‌های معتدل را فهرست می‌کند.
- سوسک‌های پوست‌خوار ایپس (جنس)
- سوسک پوست‌خوار
- سوسک آمبروزیا
- سرامبیسیدها
- طاق‌های سیاه

برخی از این عوامل به‌طور هماهنگ عمل می‌کنند (همه تا حدی این کار را می‌کنند). برای مثال، آمیلواستروم آرئولاتوم توسط سیرکس نوکتیلیو پخش می‌شود. قارچ برای زندگی به درختان جدید دسترسی پیدا می‌کند و لاروهای زنبور چوبخوار غذا به دست می‌آورند.

## حیوانات
کرم‌های لوله‌ای، حشرات به ویژه سوسک‌های پوستخوار و پستانداران ممکن است سرشاخه‌خواری کنند. با استفاده از قیم درخت می‌توان از گشت و گذار این حیوانات در طبیعت جلوگیری کرد.
انسان‌ها و سایر پستانداران از درختان تغذیه می‌کنند، و این بهره‌برداری، به‌ویژه در مقیاس‌های ناپایدار و صنعتی، به‌ روشنی برای جنگل‌ها حالت آسیب‌زا (پاتولوژیک) دارد.
افزون بر این، جنگل‌هایی که پس از قطع درختان به‌طور معمول و بدون برنامه‌ریزی اصولی بازکاشت می‌شوند، اغلب به‌صورت کشت تک‌محصولی طراحی می‌گردند. این وضعیت موجب کاهش تنوع زیستی شده و جنگل را در برابر آلودگی‌های قارچی یا حملات حشرات بسیار آسیب‌پذیر می‌سازد. همچنین، توانایی اکوسیستم برای بازسازی و مقاومت جمعی به‌طور چشمگیری کاهش می‌یابد.
برای درک بهتر این ارتباطات پیچیده در میان درختان و تأثیرات متقابل آنها، می‌توان به مفهوم «شبکهٔ چوبی گسترده» مراجعه کرد که نشان می‌دهد چگونه درختان از طریق شبکه‌های زیرزمینی قارچی با یکدیگر در تعامل‌اند و سلامت جمعی جنگل را حفظ می‌کنند.
بخشی از آسیب‌شناسی جنگل، حشره‌شناسی جنگل است. حشره‌شناسی جنگل شامل مطالعه همه حشرات و بندپایان مانند کنه‌ها، صدپاها و هزارپاها است که در اکوسیستم‌های جنگلی زندگی می‌کنند و در آنها تعامل دارند. حشره‌شناسی جنگل همچنین شامل مدیریت آفات حشراتی است که باعث تخریب، ریزش برگ، خشکیدگی تاج یا مرگ درختان می‌شوند.
بنابراین دامنه کاربرد آن گسترده است و شامل موارد زیر می‌شود:
- مستندسازی تمام گونه‌های حشرات و بندپایان مرتبط در جنگل‌های طبیعی و مصنوعی، و مطالعه و بوم‌شناسی آن گونه‌ها.
- توصیف و ارزیابی خسارت به سازه‌های درختی (بخش‌هایی از یک درخت)، به توده‌های جنگلی، اثرات منظر و به محصولات چوبی، چوب‌های در حال استفاده و سایر خدمت بوم‌سازگان.
- ریشه‌کنی آفات تازه‌وارد شده، یا مدیریت بلندمدت آفات بومی و غیربومی تثبیت‌شده، برای به حداقل رساندن تلفات در کیفیت چوب و تولید چوب، و کاهش مرگ و میر درختان.
- ارزیابی عملیات جنگلداری یا اثرات مدیریتی بر جانوران بی‌مهره و کاهش هرگونه اثر نامطلوب بر این بی‌مهرگان.[۴]